# Louis Favre

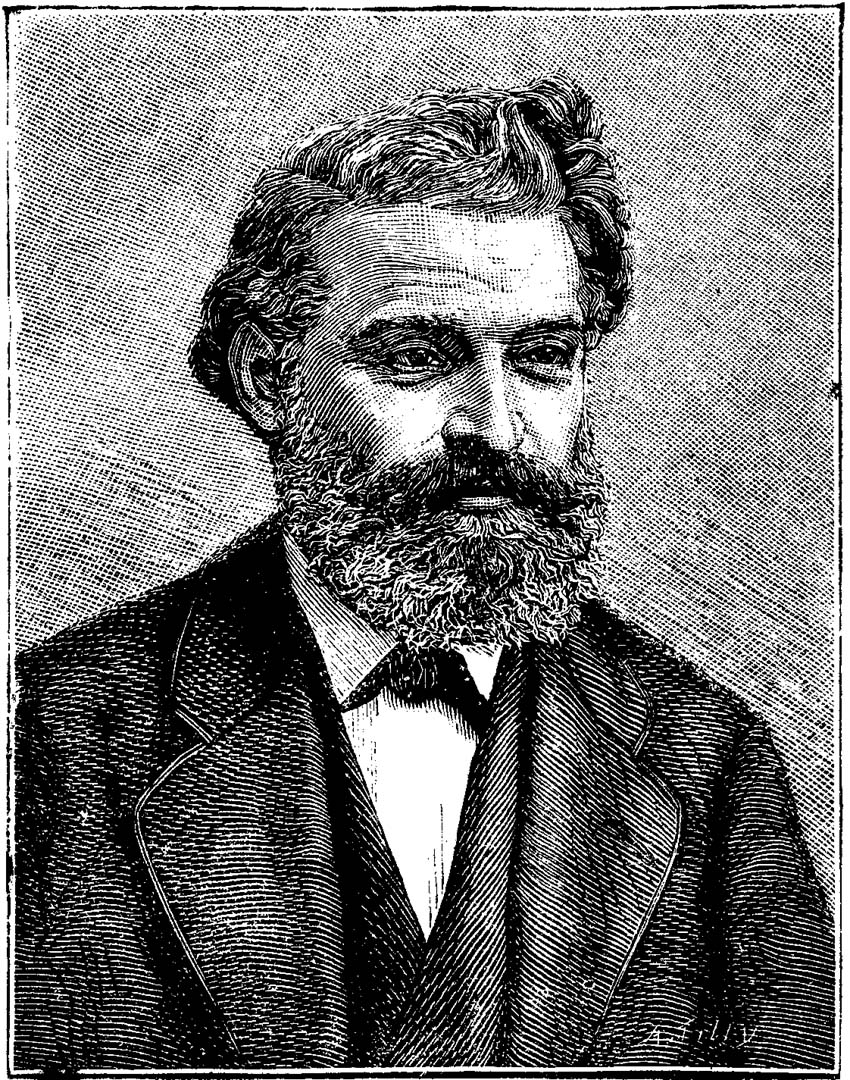
Louis Favre

Louis Favre (ur. 26 stycznia 1826 w Chêne-Bourg, zm. 19 lipca 1879 w Göschenen) – szwajcarski inżynier. 
Sprawował nadzór nad budową Tunelu Świętego Gotarda położonego w Alpach Szwajcarskich na linii Gotthardbahn. Zmarł tragicznie na atak serca wewnątrz tunelu.